# سپ ویس
سپ ویس (انگلیسی: Sepp Weiß؛ زادهٔ ۱۳ مارس ۱۹۵۲) بازیکن فوتبال اهل آلمان است.
از باشگاه‌هایی که در آن بازی کرده‌است می‌توان به باشگاه فوتبال بایرن مونیخ ۲ و باشگاه فوتبال بایرن مونیخ اشاره کرد.